# Peter Atkins
Peter William Atkins (10 d'agost de 1940, Amersham, Buckinghamshire) és un químic anglès i professor de química del Lincoln College de la Universitat d'Oxford fins que es va retirar el 2007. És un escriptor prolífic de llibres de text de química entre els quals s'inclou la Química física, la Química inorgànica i la Mecànica quàntica molecular, tres llibres de text molt populars al món. Atkins és també autor de nombrosos treballs de divulgació científica, entre els quals destaquen Les molècules d'Atkins (Atkins' Molecules) i El dit de Galileu. Les deu grans idees de la ciència (Galileu's Finger: The Ten Great Ideas of Science).

## Trajectòria
Peter Atkins va deixar els estudis als 15 anys i va començar a treballar en l'empresa Monsanto Company com a assistent de laboratori. Va estudiar pel seu compte amb l'objecte accedir a la universitat i després d'una entrevista, va rebre la comunicació favorable de la Universitat de Leicester.
Atkins va estudiar química a la Universitat de Leicester, obtenint el grau en química, i el 1964, el doctorat per les seves recerques en Ressonància paramagnètica electrònica, i altres aspectes de la teoria química. El 1969 va aconseguir la Medalla Meldola de la Royal Society of Chemistry. Atkins va ensenyar química física en la UCLA, i després al Lincoln College, Oxford, on va investigar i va ensenyar fins que es va retirar l'any 2007.
Atkins es va casar amb Judith Ann Kearton el 1964. El 1970 van tenir una filla, Juliet Louise Tiffany. Es van divorciar el 1983. El 1991 va tornar a casar-se amb la científica i col·lega Susan Greenfield de la qual es va divorciar el 2005.

## Religió
Atkins és un declarat ateu i defensor de Richard Dawkins. Ha escrit sobre el que considera una expressió de l'humanisme, l'ateisme, que entén com a resultat de la incompatibilitat entre ciència i religió. Segons Atkins, mentre que la religió menysprea la capacitat de comprensió humana, la ciència la respecta. Atkins també ha participat en debats amb diferents teistes com per exemple Alister McGrath i William Lane Craig. És membre 'sènior' de la Societat secular d'Oxford (Oxford Secular Society) i soci honorari de la Societat Nacional Laica.
Al desembre de 2006, Atkins va aparèixer a la televisió del Regne Unit en el documental El problema amb l'ateisme (The Trouble with Atheism), presentat per Rod Liddle. En aquest documental Liddle va demanar a Atkins la seva opinió sobre l'existència de Déu i Atkins va contestar: És ben senzill, no existeix. I no hi ha evidència que existeixi, ni raó per creure que existeixi, i per això no puc creure en la seva existència. I penso que és absurd pensar que existeix.

## Publicacions
En anglès
- 1967 - Atkins, Peter William; Martyn C. R. Symons The Structure of Inorganic Radicals: An Application of Electron Spin Resonance to the Study of Molecular Structure, Elsevier Pub. Co., ISBN 0-444-40020-6, ISBN 978-0-444-40020-8
- 1972 ----, L. T. Muus Electron Spin Relaxation in Liquids, Plenum Press, ISBN 0-306-30588-7, ISBN 978-0-306-30588-7
- 1976 ---- Quanta: A Handbook of Concepts, Oxford University Press, ISBN 0-19-855494-X, ISBN 978-0-19-855494-3
- 1989 ----- General Chemistry, Scientific American Books, ISBN 0-7167-1940-1, ISBN 978-0-7167-1940-3
- 1991 ---- The Creation, W.H. Freeman, ISBN 0-7167-1350-0, ISBN 978-0-7167-1350-0
- 1991 ---- Molecules W.H. Freeman, ISBN 0-7167-6004-5, ISBN 978-0-7167-6004-7
- 1990 ---- Solutions manual for Physical chemistry, W.H. Freeman, 1990, ISBN 0-7167-2109-0, ISBN 978-0-7167-2109-3
- 1993 ---- Creation revisited, W.H.Freeman & Co Ltd, ISBN 0-7167-4500-3
- 1993 ---- Molecules, W. H. Freeman & Company Ltd, ISBN 0-7167-5032-5, ISBN 978-0-7167-5032-1
- 1995 ---- The Periodic Kingdom: A Journey Into the Land of the Chemical Elements, BasicBooks, ISBN 0-465-07265-8, ISBN 978-0-465-07265-1
- 1998 ---- Physical Chemistry W H Freeman & Co Ltd, ISBN 0-7167-2871-0, ISBN 978-0-7167-2871-9
- 2003 ---- Atkins' Molecules, Cambridge University Press, ISBN 0-521-53536-0 ISBN 978-0-521-53536-6 Vistra prèvia restringida en Google books
- 2004 ---- Galileo's Finger: The Ten Great Ideas of Science, Oxford University Press, ISBN 0-19-860941-8. Vista prèvia restringida en Google books
- 2005 ---- Molecular Quantum Mechanics, Oxford University Press, ISBN 0-19-927498-3, ISBN 978-0-19-927498-7
- 2006 ----, De Paula, Julio. Physical Chemistry W H Freeman & Co Ltd, ISBN 0-7167-5662-5, ISBN 978-0-7167-5662-0
- 2006 ----, Shriver, Duward F.; Overton, Tina; Armstrong, Fraser A. Shriver & Atkins Inorganic Chemistry Oxford University Press, ISBN 0-19-926463-5, ISBN 978-0-19-926463-6
- 2007 ---- Four Laws That Drive the Universe Oxford University Press, ISBN 0-19-923236-9

## Llibres de text universitaris
- Atkins, Peter W.; Symons, M. C. R. The Structure of Inorganic Radicals.  Amsterdam, New York: Elsevier Pub. Co, 1967. OCLC 543225.
- Atkins, Peter W. Quanta: A Handbook of Concepts. 2a edició.  Nova York: Oxford University Press, 1991. ISBN 978-0-19-855573-5.
- Atkins, Peter W. The Periodic Kingdom: A Journey into the Land of the Chemical Elements.  Nova York: BasicBooks, 1995. ISBN 978-0-7881-5518-5.
- Atkins, Peter W.; Friedman, Ronald Molecular Quantum Mechanics. 4th.  Oxford University Press, 2005. ISBN 0-19-927498-3.
- Atkins, Peter W.; de Paula, Julio; Friedman, Ronald Quanta, Matter, and Change: A molecular approach to physical chemistry.  Nova York: W. H. Freeman, 2009. ISBN 978-0-7167-6117-4.
- Atkins, Peter W.; Shriver, D. F. Inorganic Chemistry. 5th.  W. H. Freeman, 2010. ISBN 978-1-4292-1820-7.
- Atkins, Peter W.; Jones, Loretta Chemical Principles: The Quest for Insight. 5th.  Nova York: W. H. Freeman, 2010. ISBN 978-1-4292-1955-6.
- Atkins, Peter W.; de Paula, Julio Physical Chemistry. 11th.  Oxford University Press, 2017. ISBN 978-0-19-876986-6.
- Atkins, Peter W.; de Paula, Julio Physical Chemistry for the Life Sciences. 2a edició.  W.H. Freeman & Company, 2011. ISBN 978-1-4292-3114-5.